# Djahanguir Djahanguirov
Djahanguir Djahanguirov (en azéri : Cahangir Şirgəşt oğlu Cahangirov), né le 20 juillet 1921 à Bakou et décédé le 25 mars 1992 dans cette même ville, est un compositeur, chef de chœur et musicologue azéri.

## Études et début de carrière
Djahanguir Djahanguirov est diplômé de l'école de musique Asaf Zeynally, puis du conservatoire de Bakou (1945-1951). De 1941 à 1944, il est chef de chœur de l’ensemble de chanson et de danse au Théâtre philharmonique d'État. 
Par la suite, de 1944 à 1960, Djahanguirov dirige le chœur du Comité de la radio azerbaïdjanaise. Il dirige une chorale qui interprète la plupart des chansons qu'il écrit.

## Activité pédagogique
Djahanguirov enseigne au Conservatoire d’État de Bakou. En 1975, il est nommé chef de la chaire de chorale et professeur.

## Œuvre
Djahanguirov compose de la musique chorale et instrumentale, des opéras et des chansons. Le compositeur reçoit le prix d'État de l'URSS pour le poème De l'autre côté d’Araz (1949). La composition Chanson d’amitié, composée de 12 parties, les parties de chœur des opéras Libre et Le destin du chanteur de mugam et les cantates Fuzuli, Nasimi et Ashug Ali sont parmi les œuvres majeures du compositeur dans le domaine de la musique chorale. Parmi elles, la cantate Fuzuli apporte une grande renommée à Djahanguirov. En 1962, à l'occasion du centième anniversaire de Mirza Alakbar Sabir, il écrit l'oratorio Sabir pour chœur et orchestre symphonique.
Djahanguirov est également l'auteur de nombreuses chansons lyriques. Ses chansons Mère, Les Nuits du Clair de Lune, Bakou, Étoile du matin et moi et d’autres sont très populaires. Ses chansons de film, telle que Chanson de Teymour, des films Invincible bataillon, Keroghlou, Mère Koura et les Bayatis du film Orageuse rivière Koura sont largement chantées.

## Récompenses et prix
- Prix Staline (1950) pour le poème symphonique « De l'autre côté d'Araz » (1949)
- Homme d'art émérite de la RSS d'Azerbaïdjan (26 avril 1958)
- 2 Ordres de la bannière rouge du travail (y compris le 9 juin 1959)
- Artiste du peuple de la RSS d'Azerbaïdjan (18 mai 1963)